# Philip Drucker
Philip Drucker (* 13. Januar 1911 in Chicago, Illinois; † 28. Februar 1982 in Lexington, Kentucky) war ein amerikanischer Völkerkundler und Archäologe, der sich auf die Indianer der pazifischen Nordwestküste (Nuu-chah-nulth, Kwakwaka'wakw, Gitxsan, Tsimshian) und die Olmeken im Süden Mexikos spezialisiert hatte.

## Leben und Werk
In Chicago geboren, wuchs er in Colorado auf. Nach der High School wurde er Hilfsarbeiter und Cowboy, studierte daraufhin am Colorado Agricultural College.
1930 beteiligte er sich an einer sogenannten field school für Archäologie der University of New Mexico. Er entschied sich, seinen Beruf zu wechseln und studierte an der University of California in Berkeley, wo er 1932 seinen Bachelor-Abschluss absolvierte und 1936 promovierte. Er lernte bei Alfred Kroeber, arbeitete 1933 bei den Tolowa und 1934 im Westen Oregons. So arbeitete er etwa mit Willie Simmons zusammen, einem Sprecher des Upper Takelma aus dem Südwesten Oregons. Er promovierte über die Nootka (heute Nuu-chah-nulth) auf Vancouver Island. 1937 arbeitete er als National Research Council fellow in British Columbia. Im Gebiet des Grand Coulee, eines alten Flussbettes auf dem Columbia-Plateau, führte er für die Spokane Historical Society eine weitere Grabung durch.
1940 wurde er assistant curator im National Museum of Natural History in Washington, wo er bis 1955 immer mal wieder für das Bureau of American Ethnology arbeitete. Unter Leitung von Matthew Williams Stirling grub er erstmals an olmekischen Stätten in der mexikanischen Provinz Veracruz.
Während des Zweiten Weltkrieges war er von 1942 bis 1945 als Lieutenant in der Kriegsmarine beschäftigt, erneut in den Jahren 1948 bis 1952. Während dieser Zeit publizierte er über die drei Kulturareale, die ihn am meisten beschäftigten, nämlich die Pazifische Nordwestküste, das Pacific Trust Territory und die Region Tabasco-Veracruz in Mexiko.
Er arbeitete an den Ausgrabungsstätten von Tres Zapotes (1940), Cerro de las Mesas (1941), La Venta (1942) und San Lorenzo (1946). In Tres Zapotes und Cerro de las Mesas arbeitete er über Keramiken. 1947 stellte er Untersuchungen im Hochland und an der Küste von Chiapas an. 1953 war er wieder in Tabasco und Veracruz, 1955 arbeitete er erneut in La Venta, zusammen mit Robert F. Heizer (seit 1952 Professor in Berkeley) und Robert J. Squier. 1952 bis 1953 hielt er sich im alaskanischen Juneau auf, wo er über die Bruderschaften der Ureinwohner Alaskas arbeitete. Dabei arbeitete er eng mit dem Chief (Häuptling) der Nisga’a William Beynon (1888–1969) zusammen, der den Potlatch des Gitxsan-Dorfes Gitsegukla beschrieb.
Danach zog er nach Veracruz und kaufte sich eine Farm, um Vieh zu züchten. Er heiratete Rosaria Gonzalez und publizierte unter dem Pseudonym Paul Record. Mit seinem Kollegen Robert Heizer schrieb er über die Olmeken.
1967 kehrte er in die USA zurück und unterrichtete an den Universitäten von Kalifornien, Santa Cruz, 1968 an der University of Colorado. 1968 nahm er eine Berufung als Visiting Professor an die University of Kentucky an (1967, 1968–69). 1979 unterrichtete er an der Baylor University. In Kentucky wurde er Professor für Anthropologie, ein Amt, das er bis 1978 innehatte.
Er starb 1982 in Lexington.

## Werke
- The Northern and Central Nootkan Tribes, United States Bureau of American Ethnology Bulletin 144, Washington D.C: United States Government Printing Office 1951
- Indians of the Northwest Coast, Garden City, New York: Natural History Press 1955, 1963
- The Native Brotherhoods: Modern Intertribal Organization on the Northwest Coast, 1958
- Philip Drucker, Robert F. Heizer, Robert J. Squier: Excavations at La Venta, Tabasco, 1955, Washington 1959 (online).
- Cultures of the North Pacific Coast, San Francisco: Chandler Publishing Company 1965.
- McFeat, Tom (Hrsg.): Indians of the North Pacific Coast: Studies in Selected Topics, Toronto: McClelland & Stewart 1966.
- To Make My Name Good: A Reexamination of the Southern Kwakiutl Potlatch, 1967
- The Native Brotherhoods: Modern Intertribal Organizations on the Northwest Coast, Washington D.C: Government Printing Office United States Bureau of American Ethnology Bulletin 168, 1958 (online)